# Filippo Gherardi

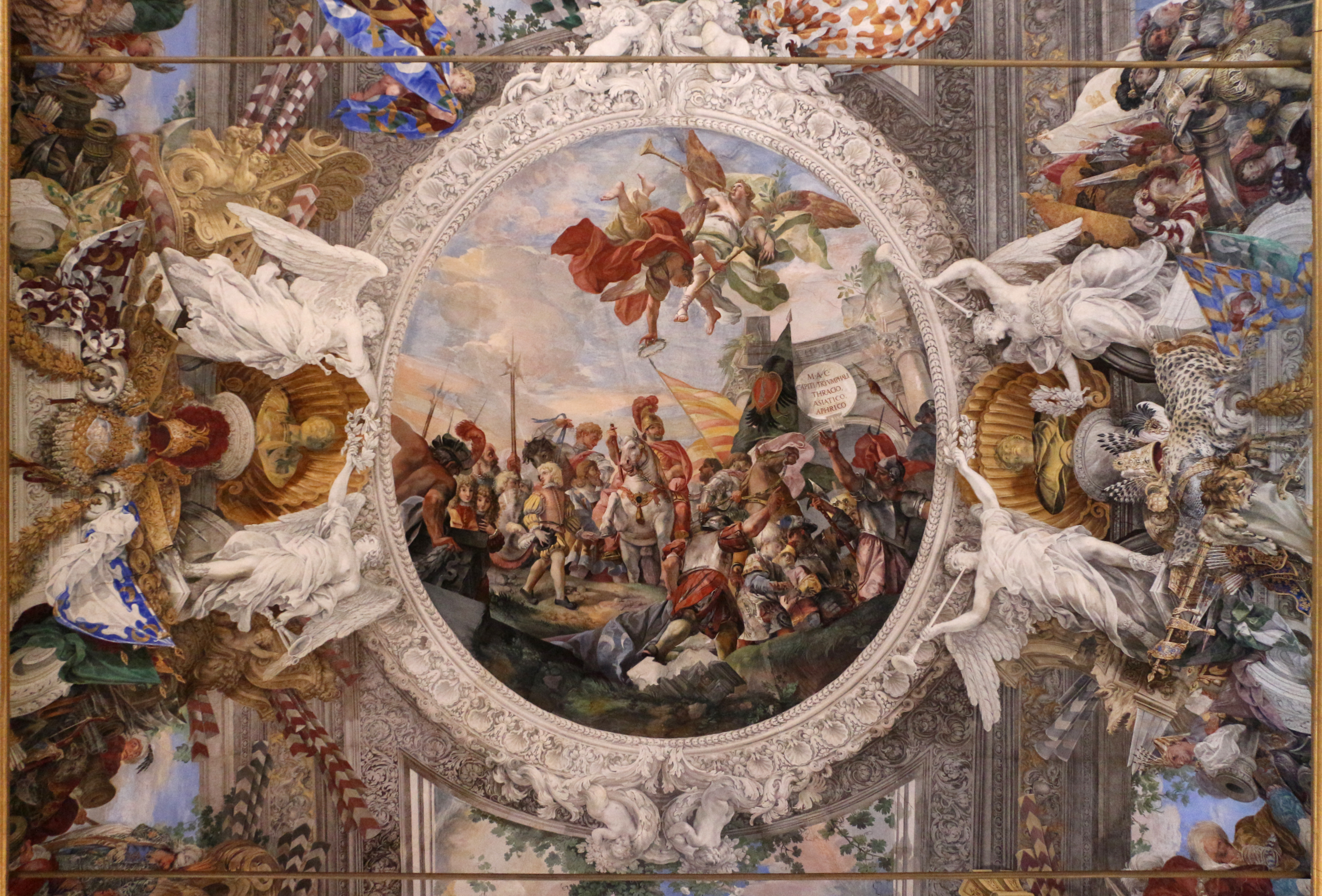
Giovanni Coli y Filippo Gherardi, Historias de la batalla de Lepanto (1675-78), Roma, palazzo Colonna

Filippo Gherardi (1643 - 1704) fue un pintor e impresor italiano del Barroco.
Nació en Lucca, y desarrolló su actividad en Venecia y Roma, donde formó parte del gran estudio de Pietro da Cortona, trabajando a menudo en colaboración con Giovanni Coli. Coli y Gherardi eran discípulos de Pietro Paolini de Lucca. Una de sus obras maestras son los frescos del Palazzo Colonna de Roma, que conmemoran la Batalla de Lepanto en la que Marco Antonio Colonna dirigió la flota pontificia. 
En Venecia, Coli y Gherardi también pintaron frescos (1670-72) para la cúpula de la iglesia de San Nicolás de Tolentino con una imagen de San Nicolás glorificado y también para la iglesia de San Pantaleón. Ambos pintaron también al fresco la Biblioteca de San Jorge de esa ciudad.
- Datos: Q3071896
- Multimedia: Filippo Gherardi / Q3071896